# Flower Shower
«Flower Shower» es un sencillo grabado por la cantante y rapera surcoreana Hyuna. Fue publicado el 5 de noviembre de 2019 por P-Nation. El tema fue el primer lanzamiento de Hyuna con P-Nation después de su salida de Cube Entertainment.

## Recepción comercial
«Flower Shower» debutó en el número 71 en la Gaon Digital Chart en Corea del Sur, y una semana después alcanzó la posición 54. En Estados Unidos, la canción se ubicó en el sexto puesto en la Billboard World Digital Song Sales con 1 000 unidades vendidas.

## Posicionamiento en listas

### Semanales
| Lista (2019)                         | Mejor posición |
| ------------------------------------ | -------------- |
| Corea del Sur (Gaon)                 | 54             |
| Corea del Sur (K-pop Hot 100)        | 31             |
| Estados Unidos (World Digital Songs) | 6              |

## Créditos y personal
- Hyuna – voz, composición, producción
- PSY – composición, producción
- Yu Geon-hyeong – producción
- Space One – producción
- Anna Timgren – producción